# Aage Rosenvold

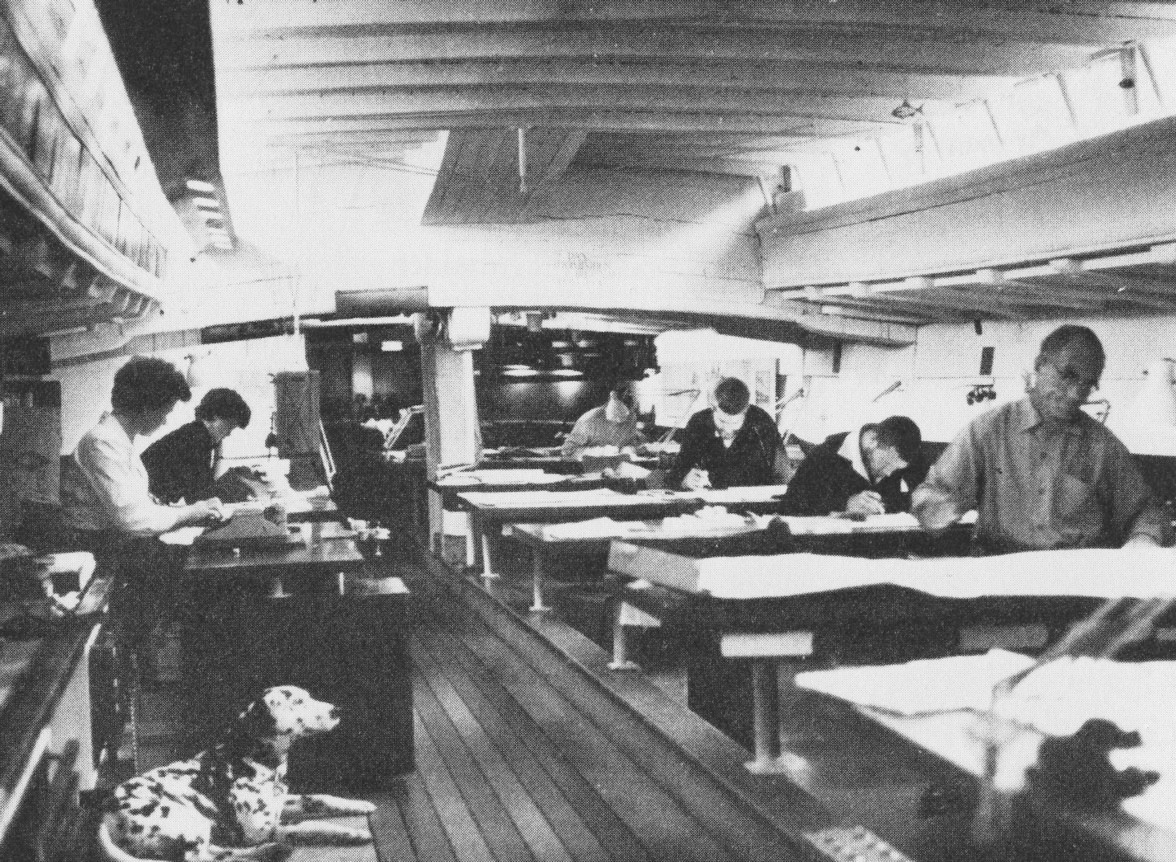
Kontoret på segelfartyget "Verona", längst till höger sitter Aage Rosenvold.

Aage Rosenvold, född 11 juni 1914 i Danmark, död 10 december 2006 på Ekerö, var en dansk-svensk arkitekt och större delen av sitt liv verksam i Sverige. Han har blivit känt för sitt livslånga partnerskap med arkitekten Ralph Erskine.
Aage Rosenvold utbildade sig först till murare och därefter till arkitekt vid Kunstakademiets Arkitektskole i Köpenhamn. 1941 var han anställd på  sjukhusarkitekten Gustaf Birch-Lindgrens kontor i Stockholm, där han första gången kom i kontakt med Erskine. Det var med arkitektuppdraget för Lida friluftsgård som samarbetet mellan båda arkitekter fördjupades och så småningom skulle leda till ett livslångt kompanjonskap.
Rosenvold var  praktiker som kunde lösa Eskines fantasifulla idéer på ett tekniskt korrekt sätt, på så vis kompletterade båda varann. 1947 började Erskine och Rosenvold att driva kontoret tillsammans. Rosenvold blev även god vän med familjen Erskine, när han visade hur skorstenen till Erskines första bostad, Lådan skulle muras.
Många projekt förverkligade Erskine och Rosenvold tillsammans. Här kan nämnas Lida friluftsgård (1942), byggnader i Gyttorp (1945–1955), Hotell Borgafjäll (1948) och byggnader i Tibro (1956–). Ett av hans sista arbeten var The London Ark (1991).